# Patil
Patil es un apellido indio utilizado en Maharashtra, Karnataka, Telangana y Goa .
En Armenia, puede usarse como nombre propio femenino. Significa " copo de nieve " en el idioma armenio . 

## Personas notables
- Anjali Patil, actriz india.
- Anuja Patil, jugadora de cricket de Kolhapur, Maharashtra que jugó en los Twenty20 Internationals por India.
- B B Patil, Miembro del parlamento, Zahirabad, Telangana.
- B. G. Kolse Patil, exjuez en la corte de Mumbai.
- B. J. Khatal-Patil (1919 - 2019), exministro del Gabinete de Maharashtra, político y activista independentista.
- Babagouda Patil, líder senior del BJP, exmiembro del Parlamento y Ministro de la Unión para Áreas Rurales y Empleo.
- Bal Patil, erudito jainista, periodista, activista social y defensor del estatus de minoría jainista de Mumbai, Maharashtra.
- Balasaheb Vikhe Patil, exmiembro del Parlamento de la India y miembro del Congreso Nacional Indio.
- Bandu Patil (1 de enero de 1936 – 23 de agosto de 1988), medalla de oro olímpica en hockey masculino Juegos Olímpicos de Tokio 1964.
- Basangouda Patil, exministro de Estado de la Unión para Ferrocarriles y Textiles.
- Basavraj Madhavrao Patil, Miembro de la Asamblea Legislativa, distrito electoral de la Asamblea de Ausa, y exministro de Desarrollo Rural del Gobierno de Maharashtra.
- C. R. Patil, político indio que es presidente estatal del BJP en Guyarat.
- Chandrakant Bacchu Patil, político indio que es presidente estatal del BJP en Maharashtra. Ha servido como Ministro del Gabinete de Maharashtra.
- D. Y. Patil, exgobernador de Bihar.
- Dilip Walse-Patil, Miembro de la Asamblea Legislativa de Maharashtra, y exministro de Finanzas, Ministro del Interior del gobierno de Maharashtra.
- Dinkar D. Patil, prominente director de cine maratí, guionista y escritor de diálogos en la industria del cine maratí.
- Dinkar Patil, cuatro veces Miembro de la Asamblea Legislativa de Tasgaon, Sangli, Maharashtra.
- DJ Patil, Científico Principal de Datos de la Oficina de Política Científica y Tecnológica de los Estados Unidos.
- Ganpat Patil, un notable actor en películas y dramas maratíes.
- Gulabrao Patil, expresidente del Congreso estatal de Maharashtra y miembro del parlamento.
- H. K. Patil, exministro de Desarrollo Rural y Panchayat Raj, Gobierno de Karnataka.
- Harshavardhan Patil, exministro del Gabinete para Sehkar de Maharashtra.
- Jayant Patil, exministro de Desarrollo Rural de Maharashtra.
- Kailash Patil, jugador de fútbol indio que juega para el club ONGC FC.
- Karmaveer Bhaurao Patil, activista social y educador en Maharashtra, India; fundador de Rayat Education Society.
- Kavita Patil, una actriz que interpretó a la Sargento Medawar en el programa de televisión estadounidense The Unit.
- Krantisinha Nana Patil, elegido para el Lok Sabha en 1957 por la circunscripción de Satara norte del Partido Comunista de la India. Fue el primero en dar un discurso en maratí en el Parlamento.
- Krushnaa Patil, una montañista india. Es conocida como la segunda india más joven en escalar el Monte Everest a la edad de 19 años.
- M. B. Patil, exministro de Recursos Hídricos del Gobierno de Karnataka.
- Manjusha Kulkarni-Patil, vocalista de música clásica hindustaní.
- Dr. Neeraj Patil, ex alcalde de Lambeth, Londres.
- Padamsinh Bajirao Patil (nacido en 1940), político indio y exministro del interior del estado de Maharashtra.
- Pandharinath Sitaramji Patil, político, reformador social, biógrafo.
- Pratibha Patil, ex Presidenta de India.

### Personajes ficticios
- Padma y Parvati Patil, gemelas idénticas en los libros de Harry Potter de J.K. Rowling.
- Prisha Patil, personaje ficticio de la novela gráfica Millarworld Prodigy: The Icarus Society.